# Marcelle Geniat
Marcelle Geniat (egentligen Eugénie Martin), född 10 juli 1881 i Sankt Petersburg, död 27 september 1959 i L'Haÿ-les-Roses, var en fransk skådespelerska.
Marcelle Geniat studerade 1897–1899 vid konservatoriet i Paris, varefter hon 1900 debuterade på Comédie-Française, där hon snabbt blev en bärande kraft. Bland hennes roller märks Giannina i Instrumentmakaren från Cremona, Clarisse i Denise och Mariotte i De löjliga preciöserna.